# Erwin Teufel
Pour les articles homonymes, voir Teufel.
Erwin Teufel, né le 4 septembre 1939 à Rottweil, est un homme politique allemand membre de l'Union chrétienne-démocrate d'Allemagne (CDU).
Engagé à la CDU dès ses 17 ans, un temps fonctionnaire local, il entre pleinement en politique avec son élection comme bourgmestre d'une petite ville du Bade-Wurtemberg en 1964.
Il devient député au Landtag en 1972 et se voit aussitôt nommé secrétaire d'État. Il prend l'année suivante la présidence de la CDU de Bade-du-Sud. En 1978, il est choisi pour succéder à Lothar Späth comme président du groupe parlementaire. Ce dernier le nomme vice-président régional du parti dès 1979.
Après la démission de Späth en 1991, Erwin Teufel est investi ministre-président de Bade-Wurtemberg et président régional du parti. Ayant perdu sa majorité absolue, acquise en 1972, aux élections de 1992, il se résout à constituer une « grande coalition » avec le SPD. Dès le scrutin suivant, en 1996, il change de partenaire et forme une « coalition noire-jaune » avec le Parti populaire-démocrate (FDP/DVP).
Il annonce en octobre 2004 qu'il se retirera de ses fonctions six mois plus tard. Les militants lui désignent comme successeur Günther Oettinger, alors qu'il soutenait sa ministre Annette Schavan. Il quitte donc la vie politique en avril 2005.

## Biographie

### Jeunesse
Il est fils de fonctionnaire et passe son Mittlere Reife en 1955. Il entreprend ensuite une formation de haut fonctionnaire.
Il décide d'adhérer à la CDU en décembre 1956, à l'âge de 17 ans. Il commence par participer à la fondation de la section de la Junge Union (JU) dans l'arrondissement de Rottweil. Dès 1959, il intègre le comité directeur de la JU de Wurtemberg-Hohenzollern.
Il termine deux ans plus tard sa formation et se voit alors affecté à la préfecture de Rottweil. Au cours de cette même année 1961, il est élu au comité directeur de la fédération chrétienne-démocrate de Wurtemberg-Hohenzollern. Il change d'affectation professionnelle dès 1962, rejoignant l'administration municipale de Trossingen.

### Ascension politique
Élu bourgmestre de la petite ville de Spaichingen, dans l'arrondissement de Tuttlingen, il se met en retrait de la fonction publique. En 1970, il quitte le comité directeur local de la JU. Lorsque Hans Filbinger fonde la CDU du Bade-Wurtemberg en janvier 1971, il est choisi pour siéger au comité directeur régional.
Pour les élections du 23 avril 1972, il est investi dans une circonscription et l'emporte au scrutin majoritaire. Il entre donc au Landtag et renonce à son mandat municipal, repris par son frère Albert Teufel.
Alors qu'il est pressenti pour un ministère, il est finalement nommé secrétaire d'État politique du ministère de l'Intérieur. Il participe donc directement à la mise en œuvre de la réforme territoriale décidée par le gouvernement précédent. En 1973, il se fait élire président de la fédération de la CDU de Bade-du-Sud, par 151 voix contre 65 à Heinz Eyrich. Sur décision de Filbinger, il est muté en 1974, au poste de secrétaire d'État politique chargé de la Protection de l'environnement au ministère de l'Agriculture.
Réélu député en 1976, il est désigné président du groupe parlementaire, qui détient une majorité absolue, en remplacement de Lothar Späth, entré au gouvernement en tant que ministre de l'Intérieur. En 1979, Späth en fait l'un de ses vice-présidents à la CDU régionale. Il est reconduit dans ses responsabilités au groupe à la suite de chaque renouvellement du Landtag. En mai 1983, il est élu au comité directeur fédéral du parti.

### Ministre-président du Bade-Wurtemberg

#### Successeur de Lothar Späth
Mis en cause dans un scandale financier connu sous le nom de « l'affaire du paquebot », Lothar Späth annonce sa démission le 13 janvier 1991. Au sein du parti, seul le bourgmestre de Stuttgart Manfred Rommel peut contester au président du groupe la prétention de prendre la tête de l'exécutif. Celui-ci y renonçant, Erwin Teufel est le seul candidat en lice ; le 22 janvier, il est investi ministre-président de Bade-Wurtemberg par 71 voix sur 124 au Landtag, soit cinq de plus que sa propre majorité. Au mois d'octobre, il prend sa suite à la présidence régionale de la CDU et abandonne celle de Bade-du-Sud.

#### La grande coalition
Les élections législatives régionales du 5 avril 1992 tournent à la catastrophe.
Avec à peine 39,2 % des voix, l'Union chrétienne-démocrate d'Allemagne réalise son pire résultat depuis 1960. Pire, elle perd la majorité absolue dont elle disposait depuis vingt ans. Bien que le Parti populaire-démocrate (FDP/DVP) se maintienne au Parlement, il manque deux sièges à une éventuelle « coalition noire-jaune » pour être majoritaire. En conséquence, il se tourne vers le Parti social-démocrate d'Allemagne (SPD) et constitue une « grande coalition », accordant cinq portefeuilles au SPD dont l'Économie, l'Intérieur et le Travail, forte de 110 députés sur 146. C'est la seconde fois depuis 1966 qu'une telle alliance est formée en Bade-Wurtemberg. Au mois d'octobre suivant, il est toutefois élu vice-président fédéral de la CDU, sous l'autorité d'Helmut Kohl.

#### Neuf ans avec les libéraux
Candidat à un troisième mandat au cours du scrutin du 24 mars 1996, il redresse la barre avec 41,3 %, à quoi s'ajoute la progression du FDP/DVP, qui monte à 9,6 %. Disposant d'une majorité alternative de 83 députés sur 155, Teufel met fin à sa coopération avec les sociaux-démocrates et constitue une « coalition noire-jaune » avec les libéraux, qui reçoivent les ministères de l'Économie et de la Justice. Lorsque, deux ans et demi plus tard, Wolfgang Schäuble prend la suite comme président fédéral de la CDU, il n'est pas reconduit au poste de vice-président, étant remplacé par sa ministre de l'Éducation Annette Schavan.
Le 1er novembre suivant, il prend pour un an la présidence tournante du Conseil fédéral.
Les élections du 25 mars 2001 se passent encore mieux puisque la CDU continue de remonter jusqu'à 44,8 %, le FDP/DVP étant lui en recul à 8,1 %. Avec 73 sièges sur 128, la majorité est clairement reconduite. À l'instar de ses deux prédécesseurs, il entame donc un quatrième mandat consécutif.
Durant ses mandats, il parvient notamment à créer la radio publique Südwestrundfunk par la fusion de Süddeutscher Rundfunk et Südwestfunk, un projet que Lothar Späth n'avait pas réussi à mettre en œuvre. De même, il fusionne les deux sociétés publiques d'énergie, donnant naissance à EnBW Energie Baden-Württemberg. Il soutient en outre la construction du nouveau palais des congrès de Stuttgart et encourage le renforcement de la banque publique Landesbank Baden-Württemberg (LBBW).

### Retraite
Le 25 octobre 2004, il fait savoir qu'il quittera ses fonctions dans six mois, à l'issue de vifs débats internes à la CDU sur un nécessaire changement de génération. Il appuie alors pour lui succéder Annette Schavan, mais elle ne reçoit que 39,4 % des suffrages lors d'un vote militant, étant nettement défaite par le président du groupe parlementaire, Günther Oettinger. Ce dernier est investi ministre-président le 21 avril 2005 et président de la CDU régionale huit jours plus tard.

### Vie privée
Marié avec Edeltraud Teufel, il a quatre enfants et est de confession catholique. Son neveu Stefan est par ailleurs député au Landtag de Bade-Wurtemberg.